# بزن‌آباد (قائنات)
بُزن آباد جدید یا بُزن آباد روستایی در دهستان مهیار بخش مرکزی شهرستان قائنات استان خراسان جنوبی ایران است. بر پایه سرشماری عمومی نفوس و مسکن در سال ۱۳۹۰ جمعیت این روستا ۵۶۹ نفر (در ۱۴۶ خانوار) بوده‌است.